# Nikola Mandić
Nikola Mandić (Travnik, 20. siječnja 1869. – Zagreb, 7. lipnja 1945.), hrvatski političar i odvjetnik, drugi i posljednji premijer NDH.

## Životopis
Nikola Mandić rodio se u Travniku 1869. godine. Gimnaziju je završio u Sarajevu. Doktorirao je pravo u Beču 1894. godine. Radi kao sudbeni pristav, a zatim kao odvjetnik u Sarajevu. Još kao mladi odvjetnik bio je predsjednik Hrvatskog pjevačkog društva "Trebević". Godine 1907. suutemenitelj je i predsjednik političke stranke Hrvatska narodna zajednica u BiH. Izabran je u Bosanskohercegovački zemaljski sabor 1910., a godine 1911. njegov je predsjednik. Istodobno je i donačelnik Sarajeva a od godine 1914., Kraljevom odlukom, zamjenik zemaljskog poglavara BiH. Utemeljitelj je i prvi predsjednik Hrvatske centralne banke i podružnice Poljoprivredne banke u Sarajevu.
Godine 1920. izabran je za narodnog zastupnika u Konstituanti (Ustavotvornoj skupšini) Prve Jugoslavije na listi Hrvatske težačke stranke. U Konstituanti je ustao protiv Vidovdanskog ustava i napustio je.
U prve dvije godine postojanja NDH nije se politički angažirao. Tijekom tih prvih godina NDH bio je državni tajnik u mirovini, odvjetnik i predsjednik Odvjetničke komore u Sarajevu. Onda ga je 2. rujna 1943. godine poglavnik Ante Pavelić imenovao za predsjednika Vlade NDH. Na tom položaju ostaje do kraja mijenjajući tri puta sastav vlade. Nakon što je preuzeo dužnost predsjednika vlade uključuje se u već započete pregovore s predstavnicima HSS-a o karakteru i sastavu "nagodbene" vlade gdje se zalaže za koalicijsku vladu, nasuprot Augustu Košutiću koji je bio za nadstranačku (činovničku) vladu i to bez ustaša. Pregovori su završili neuspjehom.
U svibnju 1945. povlači se u Austriju gdje ga s grupom drugih visokih dužnosnika NDH zarobljavaju Britanci. Bio je u skupini od 130 članova Vlade NDH koje je Britanska vojna policija pokupila u Türacher Bergeru. Dr. Nikola Mandić je s dr. Julijem Makancem i dr. Pavlom Cankijem prebačen 17. svibnja iz logora Spittal na kolodvor Rosenbach, gdje je iz Wolfsberga pristigao i doadmiral Nikola Steinfel, te su odatle zajedno izručeni vlastima komunističke Jugoslavije. Sud II. armije, u Zagrebu 6. lipnja, osudio ga je na smrt.